# Federico Barocci

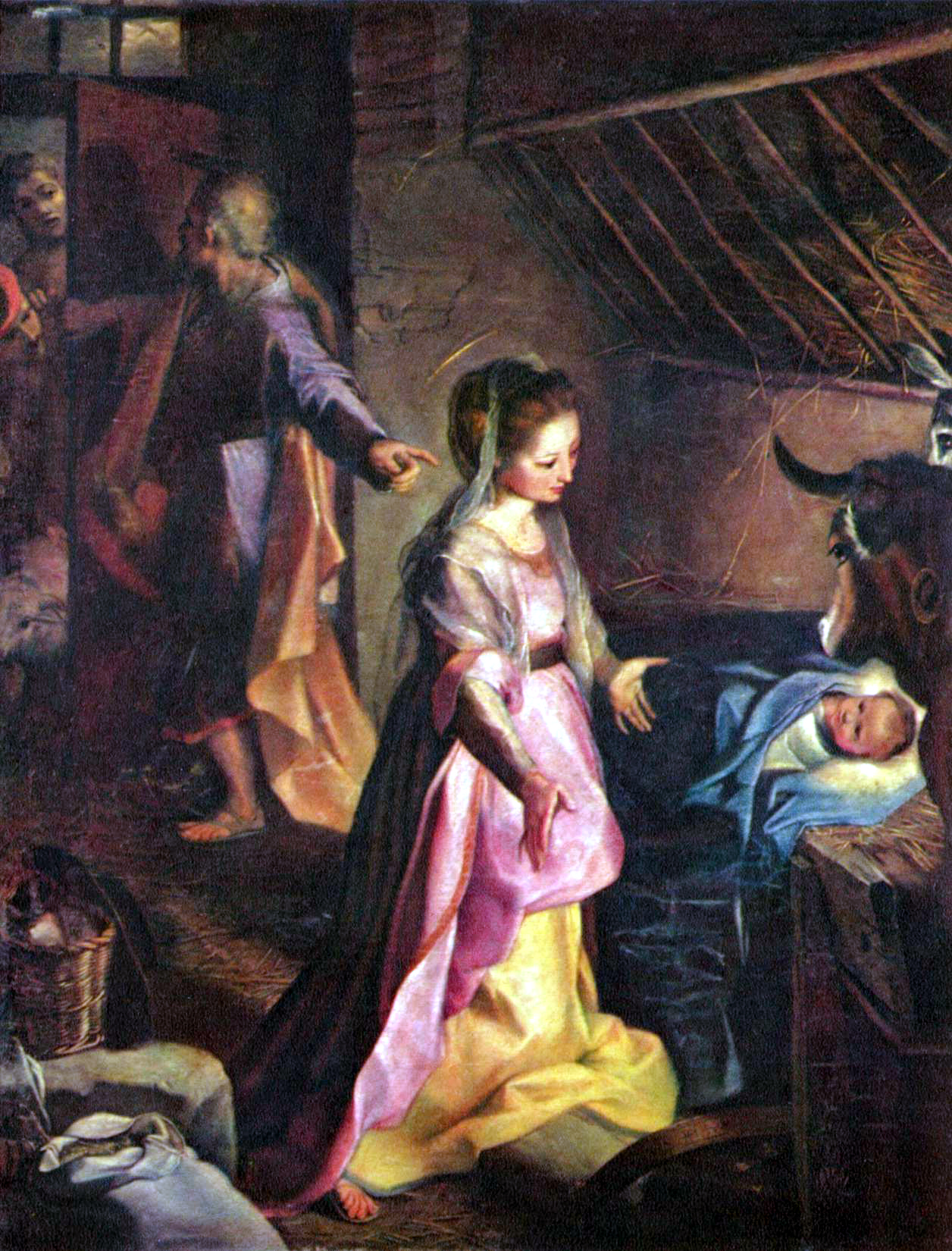
La Nativitat (1597), Museu del Prado

Federico Barocci (Urbino, 1535- 1612), anomenat en realitat Federico Fiori, fou un pintor manierista italià. Una de les figures principals entre Correggio i Caravaggio. Originari d'una família llombarda amb algun avantpassat vinculat a l'art. Amb el seu trasllat a Roma i la seva adhesió a les tesis contrareformistes, la seva carrera va tenir un èxit rapíssim. El seu colorit viu de pinzellades lleugeres, i certes expressions facials i gestos, semblen anticipar el barroc.
Entre les seves obres, destaquen dues al Museu del Prado: "La Nativitat" (1597), que pel que sembla va ser regalada a l'esposa de Felip III, i "Crist crucificat" (1610-1612), al fons inclou un paisatge molt realista d'Urbino. Aquest quadre va penjar sobre la capella ardent del duc d'Urbino i va ser llegat per aquest al rei espanyol.
Algunes de les sales del museu Gregorià Etrusc dels Museus Vaticans van ser decorades amb frescs de Federico Barocci.